# Вілкс (округ, Джорджія)
Шаблон:StateAbbr_ 33°47′ пн. ш. 82°44′ зх. д. / 33.79° пн. ш. 82.74° зх. д.
Округ  Вілкс (англ. Wilkes County) — округ (графство) у штаті  Джорджія, США. Ідентифікатор округу 13317.

## Історія
Округ утворений 1784 року.

## Демографія
За даними перепису 
2000 року 
загальне населення округу становило 10687 осіб, зокрема міського населення було 3321, а сільського — 7366.
Серед мешканців округу чоловіків було 5106, а жінок — 5581. В окрузі було 4314 домогосподарства, 2970 родин, які мешкали в 5022 будинках.
Середній розмір родини становив 2,98.
Віковий розподіл населення поданий у таблиці:
| Стать    | До 15 років | 15-21 | 22-29 | 30-39 | 40-49 | 50-65 | 65-85 | Понад 85 |
| -------- | ----------- | ----- | ----- | ----- | ----- | ----- | ----- | -------- |
| Чоловіки | 1040        | 545   | 477   | 691   | 708   | 933   | 650   | 62       |
| Жінки    | 1019        | 512   | 441   | 769   | 759   | 961   | 945   | 175      |

## Суміжні округи
- Елберт — північ
- Лінкольн — схід
- Макдаффі — південний схід
- Воррен — південь
- Таліяферро — південний захід
- Оглторп — захід

## Виноски
1. ↑  U.S. Decennial Census. United States Census Bureau. Архів оригіналу за 4 квітня 2018. Процитовано 27 червня 2014.
2. ↑  Historical Census Browser. University of Virginia Library. Архів оригіналу за 11 серпня 2012. Процитовано 27 червня 2014.
3. ↑  Population of Counties by Decennial Census: 1900 to 1990. United States Census Bureau. Архів оригіналу за 2 лютого 2019. Процитовано 27 червня 2014.
4. ↑  Census 2000 PHC-T-4. Ranking Tables for Counties: 1990 and 2000 (PDF). United States Census Bureau. Архів оригіналу (PDF) за 18 грудня 2014. Процитовано 27 червня 2014.
5. ↑  State & County QuickFacts. United States Census Bureau. Архів оригіналу за 9 січня 2016. Процитовано 27 червня 2014.(англ.) Наведено за англійською вікіпедією.
6. ↑  American FactFinder. Бюро перепису населення США. Архів оригіналу за 26 лютого 2012. Процитовано 31 січня 2008.

| США | Це незавершена стаття з географії США. Ви можете допомогти проєкту, виправивши або дописавши її. |